# Arsínoe (Cilícia)
Arsínoe (en grec antic Ἀρσινόη) era una antiga ciutat de la costa de Cilícia entre Anemúrion i Celenderis; el lloc es troba prop de la moderna ciutat de Bozyazı, a la província de Mersin, a Turquia.
Estrabó l'esmenta i diu que tenia port. William Martin Leake la situa propera a les ruïnes del castell de Softa Kalesi (Softa), a l'oest de Bozyazı, sota el qual hi ha un port com descriu Estrabó, i una península cap a la part oriental, avui amb unes ruïnes. Estava a l'oest d'Anemúrion, i avui dia a l'est de Kızil Burnu (Cap Kizliman). La ciutat la va fundar Ptolemeu II Filadelf (284-246 aC) i va rebre el seu nom en honor d'Arsínoe II d'Egipte, la seva germana i esposa.